# Poa flabellata
Espèce
Classification APG II (2003)
Poa flabellata, en français Tussack, Herbe de Tussack,, ou Tussac, est une espèce de plantes monocotylédones de la famille des Poacées, originaire d'Amérique du Sud. 
Cette plante herbacée vivace de très grande taille, halophile, est présente dans le sud de l'Amérique du Sud jusqu'en Géorgie du Sud mais surtout dans les îles Malouines malgré sa forte régression due à l'élevage intensif d'ovins. Elle se développe également sur l'île Gough dans l'archipel Tristan da Cunha.

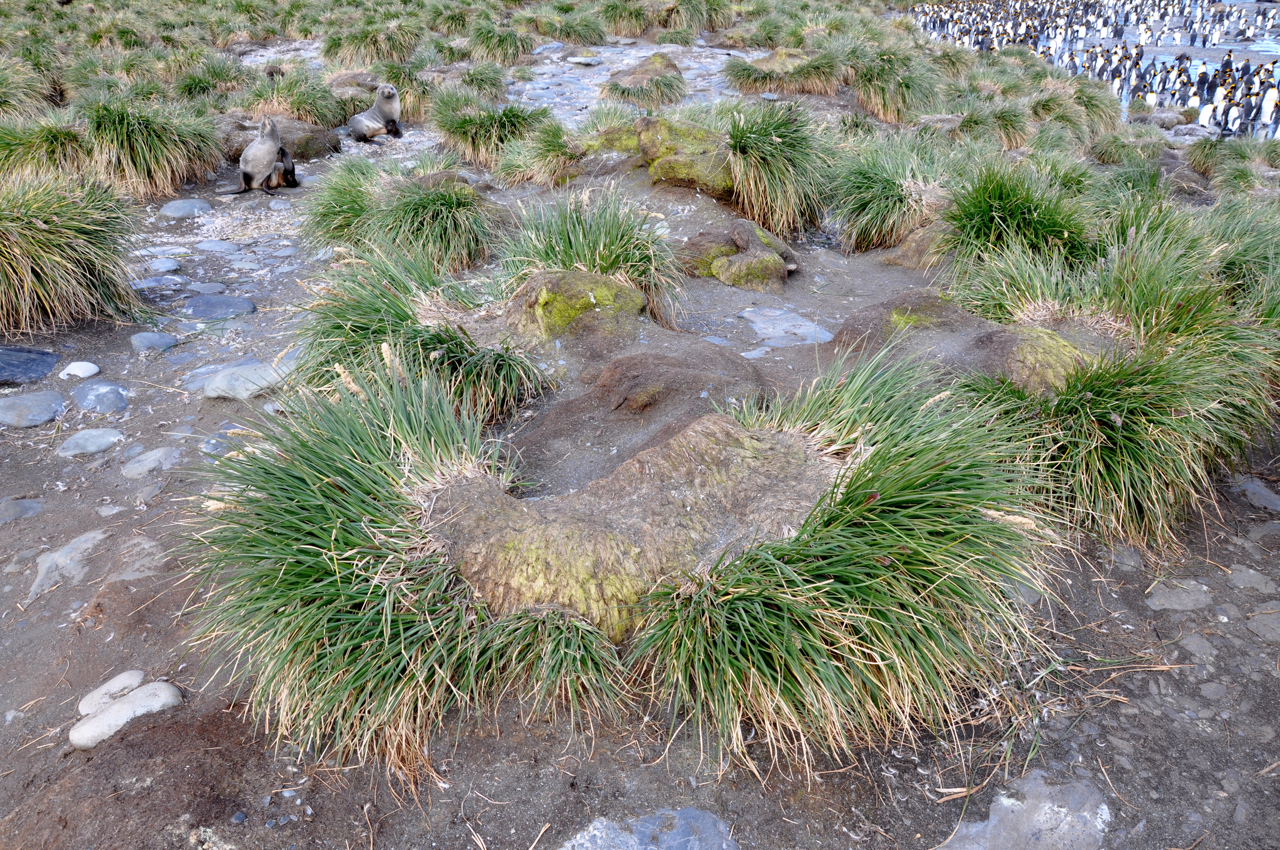
Érosion des touffes par la faune en Géorgie du Sud.

Cette herbe qui peut vivre jusqu'à 200 ans, pousse en touffes mesurant jusqu'à trois mètres de hauteur sur deux mètres de large. Elle joue un rôle très important dans l'habitat naturel des terres privées d'arbres et d'arbustes. Ainsi, elle héberge de nombreux oiseaux comme les puffinures (Pelecanoididae), le Prion de la Désolation (Pachyptila desolata), le Prion bleu (Halobaena caerulea), le Puffin à menton blanc (Procellaria aequinoctialis), le Canard de la Géorgie du Sud (Anas georgica georgica) ou bien le Pipit antarctique (Anthus antarcticus).
La floraison se situe entre septembre et octobre.
Elle subit une forte érosion dans les zones à forte densité d'animaux comme les colonies de manchots royaux, les otaries à fourrure antarctique (otarie de Kerguelen : Arctocephalus gazella) ou les éléphants de mer (Mirounga leonina). 
Les rennes (Rangifer tarandus) introduits en Géorgie du Sud en consomment principalement.
En 1820, le botaniste Charles Gaudichaud-Beaupré affirme que « l'intérieur des tiges, à cinq ou six pouces au-dessus des racines, est blanc, tendre, d'un goût agréable, rappelant celui des noisettes, et comparable de tout point au « Chou Carbaïe » (bourgeon terminal de certains palmiers), si estimé sous les tropiques ».

## Taxinomie
L'espèce est d'abord classée dans le genre Dactylis par Johann Reinhold Forster. 

### Synonymes
Selon Catalogue of Life (16 juin 2016):
- Dactylis caespitosa J.R.Forst.,
- Festuca antarctica Spreng.,
- Festuca caespitosa (J.R.Forst.) Roem. & Schult., nom. illeg.,
- Festuca flabellata Lam.,
- Festuca urvilleana Steud.,
- Parodiochloa flabellata (Lam.) C.E.Hubb.,
- Poa caespitosa (J.R.Forst.) Speg., nom. illeg.,
- Poa controversa Steud.,
- Poa controversa var. minor Steud.,
- Poa forsteri Steud., nom. superfl.,
- Sesleria americana Nees ex Steud.

### Liste des variétés
Selon Tropicos (16 juin 2016) (Attention liste brute contenant possiblement des synonymes) :
- variété Poa flabellata var. alopecurus (Gaudich. ex Mirb.) Raspail
- variété Poa flabellata var. antarctica (d'Urv.) Raspail
- variété Poa flabellata var. macromutation Hack. ex Dusén